# 茹珀內什蒂鄉
茹珀內什蒂鄉（羅馬尼亞語：Comuna Jupânești, Gorj），是羅馬尼亞的鄉份，位於該國西南部，由戈爾日縣負責管轄，面積57平方公里，海拔高度197米。

## 人口
2007年時，人口統計為 2,378 人，人口密度每平方公里 42人。

截至 2021 年，人口為 1,854 人，人口密度為每平方公里 32.39 人。
1. ↑  . www.citypopulation.de.   [2023-11-02]. （原始内容存档于2023-11-02）.